# Lee Petty

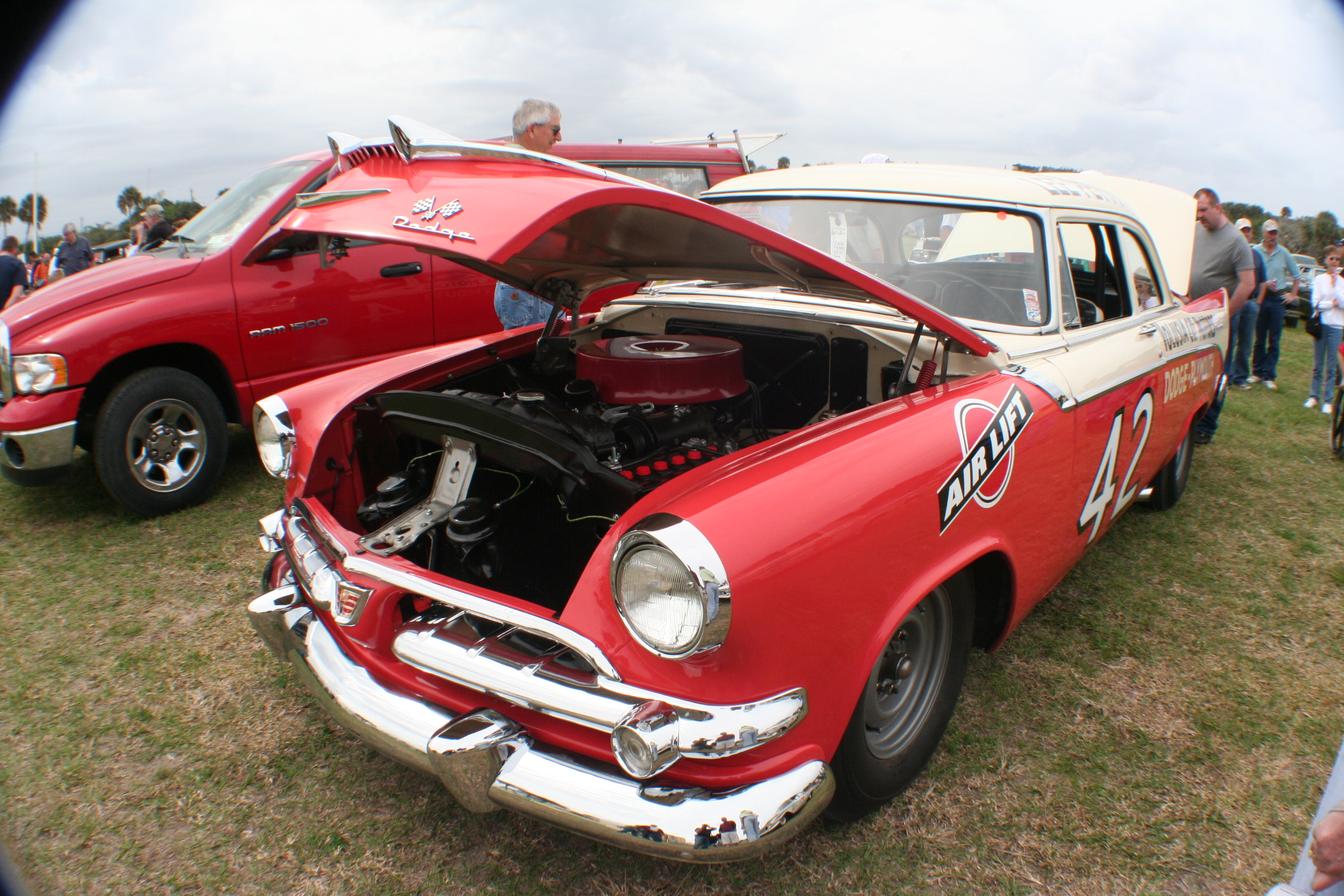
Lee Pettys Dodge Coronet mit der Startnummer 42

Lee Arnold Petty (* 4. März 1914 bei Randleman, North Carolina; † 5. April 2000 in Greensboro, North Carolina) war ein US-amerikanischer Tourenwagenrennfahrer in den 1950er- und 1960er-Jahren. Er war einer der Pioniere von NASCAR und einer ihrer ersten Superstars. Lee Petty ist Vater der NASCAR-Legende Richard Petty, Großvater von NASCAR-Fahrer von Kyle Petty und Urgroßvater von Adam Petty.

## Karriere
Lee Petty kam erst spät im Alter von 35 Jahren zum Motorsport. Das erste Rennen seiner Karriere fuhr er im Jahre 1949 auf dem Charlotte Speedway, nicht zu verwechseln mit dem Charlotte Motor Speedway. Die ersten elf Saisons beendete er unter den Top-5 in der Meisterschaft. Die Meisterschaft selbst konnte er dreimal gewinnen sowie das allererste Daytona 500 im Jahre 1959. Im selben Jahr holte er auch seinen dritten und letzten Titel in der Cup-Serie (bis 1971 noch als Grand National Series bekannt) und war ältester NASCAR-Champion, bis Jack Ingram 1982 in der Busch Series sowie Bobby Allison 1983 in der Cup-Serie den Rekord brachen.
Während seiner Karriere hatte Petty im Gegensatz zu anderen Fahrern kein zweites Einkommen außer Rennsport. Somit waren Siege für ihn von großer Wichtigkeit. Ein Beispiel war das Lakewood 500 im Jahre 1959, bei dem zunächst sein Sohn Richard als Sieger gewertet wurde (für diesen wäre es der Premierensieg gewesen). Lee allerdings protestierte gegen den Sieg seines Sohnes und wies die Rennleitung darauf hin, dass dieser eine Runde zurücklag; was die Folge hatte, dass Richard auf den dritten Platz zurückfiel. Lee erklärte, er würde, wenn nötig, sogar gegen seine eigene Mutter protestieren. Richard machte seinem Vater allerdings keine Vorwürfe.
Nachdem er seine Fahrerkarriere 1961 unfallbedingt beenden musste, waren er und Richard weiterhin als Besitzer ihres Teams tätig. Darüber hinaus kommentierte er in den späten 1970er Jahren einige NASCAR-Rennen an der Seite von Ken Squier.

## Daytona 500 im Jahre 1959
Während des ersten Daytona-500-Rennens im Jahre 1959 kämpfte Petty mit Johnny Beauchamp um den Sieg. Der Zieleinlauf war so knapp, dass zunächst Beauchamp zum inoffiziellen Sieger erklärt wurde und das offizielle Ergebnis erst nach drei Tagen bekanntgegeben wurde. Nach Auswertung eines Wochenschau-Films wurde Petty zum offiziellen Sieger des Rennens gekürt.

## Petty Enterprises
Zusammen mit seinen Söhnen Maurice und Richard, dem Fahrer mit den meistens jemals in NASCAR erzielten Siegen, gründete er Petty Enterprises, eines der erfolgreichsten Teams in NASCAR.

## Teams
- Petty Enterprises 1949–1964
- Gary Drake 1954
- Carl Krueger 1955

## Tod
Lee Petty verstarb am 5. April 2000 um 4:50 Uhr im Alter von 86 Jahren im Moses Cones Hospital in Greensboro, North Carolina einige Wochen nachdem er sich einer Operation wegen eines Aneurysmas im Bauchraum unterzogen hatte. Petty ist auf dem Level Cross United Methodist Church Cemetery in Randleman beerdigt.